# Tomoderus dalmatinus
Tomoderus dalmatinus is een keversoort uit de familie snoerhalskevers (Anthicidae). De wetenschappelijke naam van de soort is voor het eerst geldig gepubliceerd in 1881 door Reitter.